# Resolution 869 des UN-Sicherheitsrates
Die Resolution 869 des UN-Sicherheitsrates ist eine Resolution, die der Sicherheitsrat der Vereinten Nationen in seiner 3284. Sitzung am 30. September 1993 einstimmig beschloss. Sie bekräftigte die Resolution 743 und die nachfolgenden Resolutionen betreffend die Schutztruppe der Vereinten Nationen und verlängerte das Mandat der UNPROFOR um weitere 24 Stunden bis zum 1. Oktober 1993.
Der Rat bekräftigte seine Entschlossenheit, die Sicherheit der UNPROFOR und ihre Freizügigkeit für alle ihre Missionen in Bosnien und Herzegowina und Kroatien zu gewährleisten.